# 最強!白バイキング SECURITY POLICE
『最強!白バイキング SECURITY POLICE』（さいきょう しろバイ キング セキュリティ・ポリス）は、株式会社、ディースリー・パブリッシャーから発売されているバイクポリスアクション。対応機種はPlayStation 2。

## 概要
アメリカ合衆国大統領、訪米した共和国の首相、市長、権威ある博士などの重要人物が乗っているリムジンをテロリストの襲撃から守り目的地まで護衛する白バイアクションゲーム。

## 内容
舞台はアメリカ合衆国。全部で10のミッションが存在し、市街地、フリーウェイ、砂漠地帯の3つが用意されている。
白バイ警官の主人公が本部からの指令に従いテロリストを制圧、または道路上にある爆発物を除去しVIPを警護する。
武器はマシンガンで万一弾切れになっても道路の所々に弾が置いてあり補充可能。またはバイクで直接テロリストに体当たりできる。
主人公は無敵だがリムジンがテロリストによる襲撃、爆発物にあたると耐久力が減りつづけ0％になるとリムジンが全損し走行不能になりゲームオーバーになる。テロリストはバイク、ミニバンの後席からリムジンを襲撃してくる。
キャラクターは4人いる警官から自由に1名選べる。

## 登場人物
ビル・ベイカー
市警のハイウェイパトロール所属の白バイ警官。警察官らしく正義感が強く真面目な警官。
ボブ・コック
市街地警らの警官。巨漢な不良警官だが、不祥事の処分の代りに警護任務に命令された。
アラン・スペンサー
アメリカ政府から派遣された捜査官。
ケイト・クリーブランド
州警察所属の女性警察官。州警察特殊部隊隊員。